# 正始 (北魏)
正始（504年正月—508年八月）是北魏的君主宣武帝元恪的第二个年号，共计4年餘。

## 大事记
- 景明四年，東荊州（今河南沁阳市）蠻族領導樊素安反抗北魏被平定。正始元年，素安弟樊秀英恢復反抗被平定。葉維庚的《紀元通考》和李兆洛《紀元編》的内容被認爲將沒有提及年號的《北史》内容“……僭帝號。正始元年……”誤讀成“……僭帝，號正始。元年……”，做成樊素安的正始年號。[1]

## 纪年
| 正始 | 元年  | 二年  | 三年  | 四年  | 五年  |
| ---- | ----- | ----- | ----- | ----- | ----- |
| 公元 | 504年 | 505年 | 506年 | 507年 | 508年 |
| 干支 | 癸未  | 甲申  | 乙酉  | 丙戌  | 丁亥  |

## 參看
- 中国年号索引
  - 其他使用正始年號的政權
- 同期存在的其他政权年号
  - 天監（502年四月—519年十二月）：南朝梁梁武帝萧衍的年号
  - 建明（506年正月-七月）：北魏時期呂苟兒、王法智年号
  - 聖明（506年正月-七月）：北魏時期陳瞻年号
  - 建平（508年八月—九月）：北魏京兆王元愉年号
  - 太安（492年-505年）：柔然政权候其伏代库者可汗那盖年号
  - 始平（506年-507年）：柔然政权佗汗可汗伏图年号
  - 建昌（508年-520年）：柔然政权豆罗伏跋豆伐可汗丑奴年号
  - 承平：高昌政权麴嘉年号